# Jacques Petitjean (organiste)
Cet article concerne l'organiste français du XVIIe siècle. Pour le Compagnon de la Libération français, voir Jacques Petitjean (résistant).
Pour les articles homonymes, voir Jacques Petitjean (homonymie).
Jean-Jacques Petitjean (15??-16??) fut un important organiste français, de la basilique Saint Denis et de la Cathédrale Notre-Dame de Paris.